# 韩姓
韓姓是漢字姓氏，在《百家姓》中排第15。韓姓主要分佈於中國北方的山东、河北、天津、北京、东三省、河南、陕西、甘肃等省，中國南方則以江蘇、安徽、浙江、四川、湖北、广东等省為主。此外在朝鮮半島也有廣泛分布。

## 來源
- 漢族
  - 黃帝傳承：韓姓始祖乃黃帝之孫。據《山海經》記載，黃帝之子昌意生子韓流，為氏族一支。此氏族後以韓為姓。
  - 韓國（西周）：周武王封其子於韓叔（今陝西韓城），為晉國所滅後，子孫以韓為氏。
  - 韓國（戰國）：戰國韓國，子孫為韓氏。早年活躍於山西、河南一帶。秦朝滅韓以後，亡國族人世居潁川，為韓姓第一個郡望[1]。
- 外族改姓
  - 鮮卑族改韓姓：北魏孝文帝從平城遷都洛陽，實行漢化改革，把鮮卑姓氏改為漢姓，其中的「出大汗氏」改為韓氏。
  - 滿族改韓姓：滿族「哈勒塔喇氏」，世居吉林烏拉；「罕顏氏」，世居赫林台、嫩河等地；「赫濟里氏」，世居輝發，後多改漢姓，為韓氏。
  - 朝鮮民族改韓姓：滿清建國後，世居義州（今朝鮮新義州）、開城府（今朝鮮開城）的朝鮮民族，皆冠漢姓為韓氏。
  - 鄂倫春族改韓姓：鄂倫春族「卡格依爾氏」（亦稱「卡日基爾氏」）、「哈爾卡拉氏」，世居雅魯河（今嫩江支流雅魯河流域），改漢姓韓氏。
  - 錫伯族改韓姓：錫伯族「哈斯胡里氏」（亦稱「哈斯呼哩氏」、「哈呼拉氏」）、「韓吉利氏」、「韓亞喇氏」，世居伯都訥，清中葉後多用漢姓，為韓氏。
  - 蒙古族改韓姓：蒙古察哈爾喀拉沁部族「哈拉努特氏」，喀拉沁來自中亞欽察部落，是當年成吉思汗西征帶回來的部族。在與漢人往來後，部分族人取其諧音取漢姓為韓。

## 播遷
在漢以前韓姓之流徙，主要集中於黃河流域。韩姓最初活跃于陕西和山西一带，商末周初时进入了河南和河北地区。汉代及魏晋南北朝时期，韩姓在河南地区发展迅速，尤其以韩国古都阳翟和南阳为中心，形成了颍川郡望。
至西晉亡國，一部份韓姓遷居江南。唐時韓姓大族有三支，分別為陳留（今河南開封）、河東（今山西太原）、和廣陵（今江蘇揚州）。五代十國以後，因北方長期戰亂，不少居於北方之韓姓人遷徙至江南和廣東。明清時期，一部分韓姓人遷徙至台灣或往海外、南洋地區發展。
今日韓姓在中國大陸約佔全國漢族人口0.86%，北方主要分佈於河南、陝西、山東、山西、河北等省；南方則以江蘇、安徽、浙江、廣東等省為主。

## 郡望
颖川郡：秦王政时置郡，治所在阳翟。
南阳郡：战国秦昭王三十五年置郡，治所在今河南南阳市。
昌黎郡：后魏永兴中时置郡，以昌黎（今辽宁省辽东义县）为中心，在辽河以西。

## 堂號
泣杖堂：出自汉朝韩伯愈孝母事典。
昌黎堂：唐朝大文学家韩愈，河北昌黎人。
昼锦堂：宋代三朝宰相韩琦回乡任相州知州时，在州署后院修建的一座堂舍，名“昼锦堂”。其后裔以“昼锦堂”为堂号。

## 延伸阅读
[在维基数据编辑]
 《百家姓》
 《欽定古今圖書集成·明倫彙編·氏族典·韓姓部》，出自陈梦雷《古今圖書集成》